# 라스팔마스데그란카나리아 대학교
라스팔마스데그란카나리아 대학교(스페인어: Universidad de Las Palmas de Gran Canaria)는 스페인 라스팔마스 주 라스팔마스에 있는 공립 대학교이다. 1989년 첫 개교되었다.